# Château Gutenfels
Le château Gutenfels (allemand : Burg Gutenfels) est un château allemand qui domine le Rhin, une centaine de mètres au-dessus de la ville de Kaub, dans le land de Rhénanie-Palatinat.
Depuis 2002, il est classé au patrimoine mondial de l'UNESCO dans l'ensemble de la vallée du Haut-Rhin moyen.

## Source de la traduction
- (en) Cet article est partiellement ou en totalité issu de l’article de Wikipédia en anglais intitulé « Gutenfels Castle » (voir la liste des auteurs).